# Marta tiene un marcapasos (canción)
«Marta tiene un marcapasos» es una canción del grupo de pop español Hombres G.

## Descripción
El tema fue el segundo sencillo que publicó la banda en 1983 en Discos Lollipop, aunque en ese momento pasó sin pena ni gloria. Tres años más tarde recuperan la canción y la incluyen en su segundo LP La cagaste... Burt Lancaster . Es en ese momento, en plena eclosión de la banda, cuando el álbum y este tema en concreto se encumbran en lo más alto de las listas de éxitos. La canción vuelve a publicarse como sencillo y se convierte en el más vendido en la historia de Hombres G.
La canción alcanzó el número uno en la lista de Los 40 Principales la semana del 7 de junio de 1986.
Tal fue la popularidad alcanzada, que en el año 2013 se estrenó un musical con el mismo título, basado en las canciones del grupo.
El estribillo es un plagio de la canción At The Zoo, escrita por Paul Simon y publicada en 1968 en el disco Bookends del dúo norteamericano Simon and Garfunkel.
En cuanto a la letra, de corte surrealista, alude a una tal Marta con un marcapasos que cobra vida propia. El propio autor ha reconocido que la letra no tiene sentido y en una entrevista confesó haberse inspirado tanto en la entonces presidenta del Partido Comunista de España, Dolores Ibarruri que tenía un marcapasos, como en la escena de Alien, el octavo pasajero, en la que el extraterrestre sale del cuerpo del personaje interpretado por John Hurt Gilbert Kane.